# Hoyt Lakes
Hoyt Lakes é uma cidade localizada no estado americano de Minnesota, no Condado de St. Louis.

## Demografia
Segundo o censo americano de 2000, a sua população era de 2082 habitantes.
Em 2006, foi estimada uma população de 1971, um decréscimo de 111 (-5.3%).

## Geografia
De acordo com o United States Census Bureau tem uma área de
150,5 km², dos quais 145,2 km² cobertos por terra e 5,3 km² cobertos por água.

## Localidades na vizinhança
O diagrama seguinte representa as localidades num raio de 28 km ao redor de Hoyt Lakes.